# Parque nacional de Rara
El parque nacional de Rara (en nepalí: रारा राष्ट्रिय निकुञ्ज) es un área protegida en el Himalaya del país asiático de Nepal que fue establecido en 1976. Posee una superficie de 106 kilómetros cuadrados distribuida en los distritos de Mugu y Dolpa, siendo el parque nacional más pequeño del país. Su característica principal es el Lago Rara, ubicado a una altitud de 2990 metros. El parque fue establecido para proteger la flora y la fauna de la región de Humla-Jumla de Nepal.
El parque se encuentra en una elevación que oscila entre los 2800 metros hasta unos 4039 metros en el pico Chuchemara en el lado sur del Lago Rara. En el lado norte, los picos de Ruma Kand y Malika Kand, enmarcan un lago de agua dulce alpino, que es el lago más grande de Nepal, con una superficie de 10,8 kilómetros cuadrados.